# 直序五膜草
直序五膜草（学名：Pentaphragma spicatum）为桔梗科五膜草属下的一个种。